# Diecezja Menevii
Diecezja Menevii – diecezja Kościoła rzymskokatolickiego w Wielkiej Brytanii, w metropolii Cardiff, obejmująca południową część Walii. Diecezja powstała w 1895 jako wikariat apostolski Walii. W 1898 została podniesiona do rangi diecezji. W 2022 została połączona unią in persona episcopi z archidiecezją Cardiff. 12 września 2024 została zlikwidowana, a jej terytorium włączono do archidiecezji Cardiff.
Nazwa diecezji pochodzi od dawnej siedziby św. Dawida, patrona Walii.

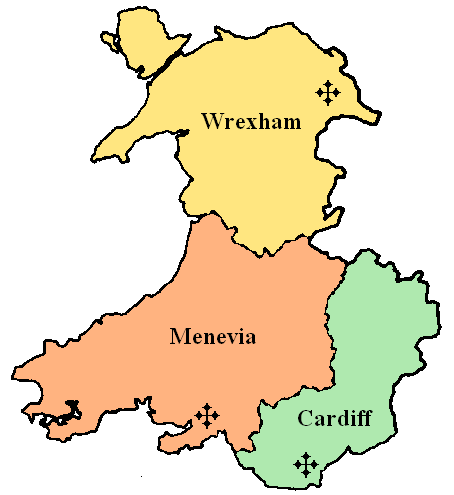
Diecezja na mapie metropolii Cardiff (zaznaczona na czerwono)